# Critics' Choice Movie Award du meilleur acteur

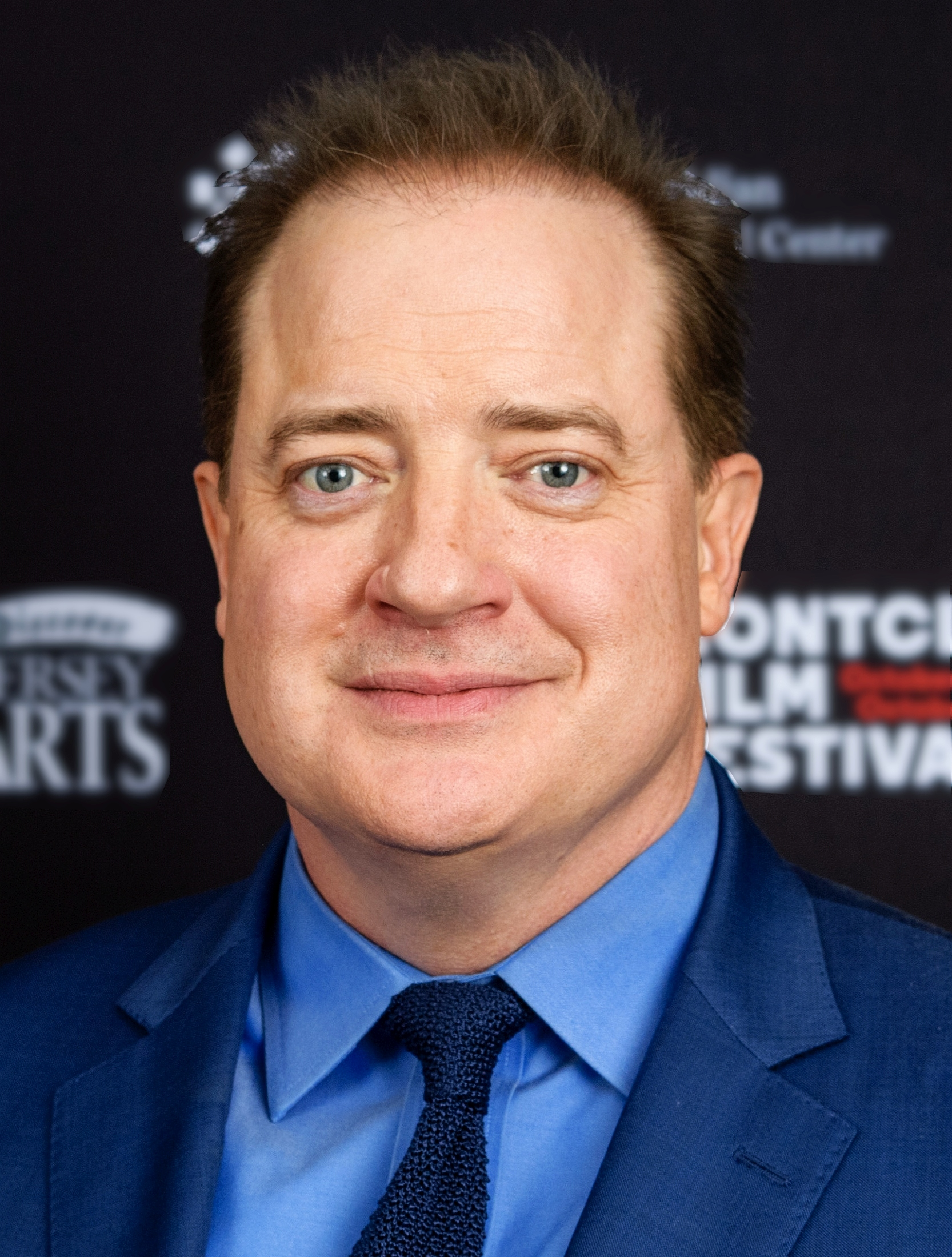
Lauréat 2022 : Brendan Fraser

Le Critics' Choice Movie Award du meilleur acteur (Broadcast Film Critics Association Award for Best Actor) est l'une des récompenses décernées aux professionnels de l'industrie du cinéma par le jury de la Broadcast Film Critics Association depuis 1996.

## Palmarès

### Années 1990
- 1996 : Kevin Bacon pour le rôle de Henry Young dans Meurtre à Alcatraz (Murder in the First)
- 1997 : Geoffrey Rush pour le rôle de David Helfgott dans Shine
- 1998 : Jack Nicholson pour le rôle de Melvin Udall dans Pour le pire et pour le meilleur (As Good as It Gets)
- 1999 : Ian McKellen pour le rôle de James Whale dans Ni dieux ni démons (Gods and Monsters) et pour le rôle de Kurt Dussander dans Un élève doué (Apt Pupil)

### Années 2000
- 2000 : Russell Crowe pour le rôle du Dr Jeffrey Wigand dans Révélations (The Insider)

- 2001 : Russell Crowe pour le rôle du Général Maximus Décimus dans Gladiator

- 2002 : Russell Crowe pour le rôle de John Nash dans Un homme d'exception (A Beautiful Mind)
  - Sean Penn pour le rôle de Sam Dawson dans Sam, je suis Sam (I am Sam)
  - Will Smith pour le rôle de Mohamed Ali dans Ali

- 2003 :  (ex æquo)
  - Daniel Day-Lewis pour le rôle de Bill le Boucher dans Gangs of New York
  - Jack Nicholson pour le rôle de Warren Schmidt dans Monsieur Schmidt (About Schmidt)
    - Robin Williams pour le rôle de Sy Parrish dans Photo Obsession (One Hour Photo)

- 2004 : Sean Penn pour le rôle de Jimmy Markum dans Mystic River
  - Russell Crowe pour le rôle du Capitaine Jack Aubrey dans Master and Commander : De l'autre côté du monde (Master and Commander: The Far Side of the World)
  - Johnny Depp pour le rôle du Capitaine Jack Sparrow dans Pirates des Caraïbes : La Malédiction du Black Pearl (Pirates of the Caribbean: The Curse of the Black Pearl)
  - Ben Kingsley pour le rôle de Behrani dans House of Sand and Fog
  - Bill Murray pour le rôle de Bob Harris dans Lost in Translation

- 2005 : Jamie Foxx pour le rôle de Ray Charles dans Ray
  - Javier Bardem pour le rôle de Ramón Sampedro dans Mar adentro
  - Don Cheadle pour le rôle de Paul Rusesabagina dans Hotel Rwanda
  - Johnny Depp pour le rôle de James M. Barrie dans Neverland (Finding Neverland)
  - Leonardo DiCaprio pour le rôle de Howard Hughes dans Aviator (The Aviator)
  - Paul Giamatti pour le rôle de Miles dans Sideways

- 2006 : Philip Seymour Hoffman pour le rôle de Truman Capote dans Truman Capote (Capote)
  - Russell Crowe pour le rôle de Jim Braddock dans De l'ombre à la lumière (Cinderella Man)
  - Terrence Howard pour le rôle de DJay dans Hustle et Flow (Hustle & Flow)
  - Heath Ledger pour le rôle d'Ennis del Mar dans Le Secret de Brokeback Mountain (Brokeback Mountain)
  - Joaquin Phoenix pour le rôle de Johnny Cash dans Walk the Line
  - David Strathairn dans le rôle d'Edward R. Murrow dans Good Night and Good Luck

- 2007 : Forest Whitaker pour le rôle d'Idi Amin Dada dans Le Dernier Roi d'Écosse (The Last King of Scotland)
  - Leonardo DiCaprio pour le rôle de Danny Archer dans Blood Diamond
  - Leonardo DiCaprio pour le rôle de Billy Costigan dans Les Infiltrés (The Departed)
  - Ryan Gosling pour le rôle de Dan Dunne dans Half Nelson
  - Peter O'Toole pour le rôle de Maurice dans Venus
  - Will Smith pour le rôle de Chris Gardner dans À la recherche du bonheur (Pursuit of Happyness)

- 2008 : Daniel Day-Lewis pour le rôle de Daniel Plainview dans There Will Be Blood
  - George Clooney pour le rôle de Michael Clayton dans Michael Clayton
  - Johnny Depp pour le rôle de Sweeney Todd  dans Sweeney Todd : Le Diabolique Barbier de Fleet Street (Sweeney Todd: The Demon Barber of Fleet Street)
  - Ryan Gosling pour le rôle de Lars Lindstrom dans Une fiancée pas comme les autres (Lars and the Real Girl)
  - Emile Hirsch pour le rôle de Christopher McCandless dans Into the Wild
  - Viggo Mortensen pour le rôle de Nikolaï Luzhin dans Les Promesses de l'ombre (Eastern Promises)

- 2009 : Sean Penn pour le rôle de Harvey Milk dans Harvey Milk (Milk)
  - Clint Eastwood pour le rôle de Walt Kowalski dans Gran Torino
  - Richard Jenkins pour le rôle de Walter Vale dans The Visitor
  - Frank Langella pour le rôle de Richard Nixon dans Frost/Nixon
  - Brad Pitt pour le rôle de Benjamin Button dans L'Étrange Histoire de Benjamin Button (The Curious Case of Benjamin Button)
  - Mickey Rourke pour le rôle de Randy Robinson dans The Wrestler

### Années 2010
- 2010[1] : Jeff Bridges pour le rôle de Bad Blake dans Crazy Heart
  - George Clooney pour le rôle de Ryan Bingham dans In the Air (Up in the Air)
  - Colin Firth pour le rôle de George dans A Single Man
  - Morgan Freeman pour le rôle de Nelson Mandela dans Invictus
  - Viggo Mortensen pour le rôle du père dans La Route (The Road )
  - Jeremy Renner pour le rôle du Sergent William James dans Démineurs (The Hurt Locker)

- 2011[2] : Colin Firth pour le rôle du roi George VI dans Le Discours d'un roi (The King's Speech)
  - Jeff Bridges pour le rôle du Marshal Reuben J. Cogburn dans True Grit
  - Robert Duvall pour le rôle de Felix Bush dans Get Low
  - Jesse Eisenberg pour le rôle de Mark Zuckerberg dans The Social Network
  - James Franco pour le rôle d'Aron Ralston dans 127 Heures (127 Hours)
  - Ryan Gosling pour le rôle de Dean Pereira dans Blue Valentine

- 2012[3] : George Clooney pour le rôle de Matt King dans The Descendants
  - Leonardo DiCaprio pour le rôle de J. Edgar Hoover dans J. Edgar
  - Jean Dujardin pour le rôle de George Valentin dans The Artist
  - Michael Fassbender pour le rôle de Brandon Sullivan dans Shame
  - Ryan Gosling pour le rôle du chauffeur dans Drive
  - Brad Pitt pour le rôle de Billy Beane dans Le Stratège (Moneyball)

- 2013[4] : Daniel Day-Lewis pour le rôle d'Abraham Lincoln dans Lincoln
  - Bradley Cooper pour le rôle de Pat Solitano dans Happiness Therapy (Silver Linings Playbook)
  - John Hawkes pour le rôle de Mark O'Brien dans The Sessions
  - Hugh Jackman pour le rôle de Jean Valjean dans Les Misérables
  - Joaquin Phoenix pour le rôle de Freddie Quell dans The Master
  - Denzel Washington pour le rôle de Whip Whitaker dans Flight

- 2014[5] : Matthew McConaughey pour le rôle de Ron Woodroof dans Dallas Buyers Club
  - Christian Bale pour le rôle d'Irving Rosenfeld dans American Bluff (American Hustle)
  - Bruce Dern pour le rôle de Woody Grant dans Nebraska
  - Chiwetel Ejiofor pour le rôle de Solomon Northup dans Twelve Years a Slave
  - Tom Hanks pour le rôle de Richard Phillips dans Capitaine Phillips (Captain Phillips)
  - Robert Redford pour le rôle du marin dans All Is Lost

- 2015[6] : Michael Keaton pour le rôle de Riggan Thomson dans Birdman
  - Benedict Cumberbatch pour le rôle d'Alan Turing dans Imitation Game (The Imitation Game)
  - Ralph Fiennes pour le rôle de M. Gustave dans The Grand Budapest Hotel
  - Jake Gyllenhaal pour le rôle de Lou Bloom dans Night Call (Nightcrawler)
  - David Oyelowo pour le rôle de Martin Luther King dans Selma
  - Eddie Redmayne pour le rôle de Stephen Hawking dans Une merveilleuse histoire du temps (The Theory of Everything)

- 2016 : Leonardo DiCaprio pour le rôle de Hugh Glass dans The Revenant
  - Bryan Cranston pour le rôle de Dalton Trumbo dans Dalton Trumbo (Trumbo)
  - Matt Damon pour le rôle de Mark Watney dans Seul sur Mars (The Martian)
  - Johnny Depp pour le rôle de James J. Bulger dans Strictly Criminal (Black Mass)
  - Michael Fassbender pour le rôle de Steve Jobs dans Steve Jobs
  - Eddie Redmayne pour le rôle de Lili Elbe / Einar Wegener dans Danish Girl

- 2017 : Casey Affleck pour le rôle de Lee Chandler dans Manchester by the Sea
  - Joel Edgerton pour le rôle de Richard Loving dans Loving
  - Andrew Garfield pour le rôle de Desmond T. Doss dans Tu ne tueras point (Hacksaw Ridge)
  - Ryan Gosling pour le rôle de Sebastian Wilder dans La La Land
  - Tom Hanks pour le rôle du Chesley "Sully" Sullenberger dans Sully
  - Denzel Washington pour le rôle de Troy Maxson dans Fences

- 2018 : Gary Oldman pour le rôle de Winston Churchill dans Les Heures sombres (Darkest Hour)
  - Timothée Chalamet pour le rôle d'Elio Perlman dans Call Me by Your Name
  - Daniel Day-Lewis pour le rôle de Reynolds Woodcock dans Phantom Thread
  - James Franco pour le rôle de Tommy Wiseau dans The Disaster Artist
  - Jake Gyllenhaal pour le rôle de Jeff Bauman dans Stronger
  - Tom Hanks pour le rôle de Benjamin "Ben" Bradlee dans Pentagon Papers (The Post)
  - Daniel Kaluuya pour le rôle de Chris Washington dans Get Out

- 2019 : Christian Bale pour le rôle de Dick Cheney dans Vice
  - Bradley Cooper pour le rôle de Jackson Maine dans A Star Is Born
  - Willem Dafoe pour le rôle de Vincent van Gogh dans At Eternity's Gate
  - Ryan Gosling pour le rôle de Neil Armstrong dans First Man : Le Premier Homme sur la Lune (First Man)
  - Ethan Hawke pour le rôle de Ernst Toller dans Sur le chemin de la rédemption (First Reformed)
  - Rami Malek pour le rôle de Freddie Mercury dans Bohemian Rhapsody
  - Viggo Mortensen pour le rôle de Tony Lip dans Green Book

### Années 2020
- 2020 : Joaquin Phoenix pour le rôle d'Arthur Fleck / Le Joker dans Joker
  - Antonio Banderas pour le rôle de Salvador Mallo dans Douleur et Gloire (Dolor y gloria)
  - Robert De Niro pour le rôle de Frank « The Irishman » Sheeran dans The Irishman
  - Leonardo DiCaprio pour le rôle de Rick Dalton dans Once Upon a Time… in Hollywood
  - Adam Driver pour le rôle de Charlie Barber dans Marriage Story
  - Eddie Murphy pour le rôle de Rudy Ray Moore dans Dolemite Is My Name
  - Adam Sandler pour le rôle d'Howard Ratner dans Uncut Gems

- 2021 : Chadwick Boseman pour le rôle de Levee dans Le Blues de Ma Rainey (Ma Rainey's Black Bottom)
  - Ben Affleck pour le rôle de Jack Cunningham dans The Way Back
  - Riz Ahmed pour le rôle de Ruben dans Sound of Metal
  - Tom Hanks pour le rôle de Jefferson Kyle Kidd dans La Mission (News of the World)
  - Anthony Hopkins pour le rôle d'Anthony dans The Father
  - Delroy Lindo pour le rôle de Paul dans Da 5 Bloods : Frères de sang (Da 5 Bloods)
  - Gary Oldman pour le rôle d'Herman J. Mankiewicz dans Mank
  - Steven Yeun pour le rôle de Jacob Yi dans Minari

- 2022 : Will Smith pour le rôle de Richard Williams dans La Méthode Williams (King Richard)
  - Nicolas Cage pour le rôle de Robin "Rob" Feld dans Pig
  - Benedict Cumberbatch pour le rôle de Phil Burbank dans The Power of the Dog
  - Peter Dinklage pour le rôle de Cyrano de Bergerac dans Cyrano
  - Andrew Garfield pour le rôle de Jonathan Larson dans Tick, Tick... Boom!
  - Denzel Washington pour le rôle de Macbeth dans Macbeth (The Tragedy of Macbeth)

- 2023 : Brendan Fraser – The Whale
  - Austin Butler – Elvis
  - Tom Cruise – Top Gun: Maverick
  - Colin Farrell – Les Banshees d'Inisherin
  - Paul Mescal – Aftersun
  - Bill Nighy – Vivre

- 2024 : Paul Giamatti pour le rôle de Paul Hunham dans Winter Break (The Holdovers)
  - Bradley Cooper pour le rôle de Leonard Bernstein dans Maestro
  - Leonardo DiCaprio pour le rôle de Ernest Burkhart Killers of the Flower Moon
  - Colman Domingo pour le rôle de Bayard Rustin dans Bayard Rustin (Rustin)
  - Cillian Murphy pour le rôle de J. Robert Oppenheimer dans Oppenheimer
  - Jeffrey Wright pour le rôle de Thelonious "Monk" Ellison dans Fiction à l'américaine (American Fiction)

- 2025 : Adrien Brody pour le rôle de László Toth dans The Brutalist
  - Timothée Chalamet pour le rôle de Bob Dylan dans Un parfait inconnu (A Complete Unknown)
  - Daniel Craig pour le rôle de William Lee dans Queer
  - Colman Domingo pour le rôle de John « Divine G » Whitfield dans Sing Sing
  - Ralph Fiennes pour le rôle du cardinal Thomas Lawrence dans Conclave
  - Hugh Grant pour le rôle de M. Reed dans Heretic

## Statistiques

### Nominations multiples
6 : Leonardo DiCaprio, Ryan Gosling
5 : Russell Crowe
4 : Daniel Day-Lewis, Johnny Depp, Tom Hanks
3 : George Clooney, Viggo Mortensen, Sean Penn, Joaquin Phoenix, Will Smith, Denzel Washington
2 : Christian Bale, Jeff Bridges, Bradley Cooper, Benedict Cumberbatch, Michael Fassbender, Colin Firth, James Franco, Andrew Garfield, Jake Gyllenhaal, Jack Nicholson, Gary Oldman, Brad Pitt, Eddie Redmayne

### Récompenses multiples
3 : Russell Crowe, Daniel Day-Lewis
2 : Jack Nicholson, Sean Penn